# 俄罗斯邮政
俄罗斯邮政（羅馬化：Pochta Rossii），是俄罗斯国有邮政公司，负责俄罗斯国内的邮件投递、邮票发行。俄罗斯邮政设有42,000个邮局，雇员390,000名。

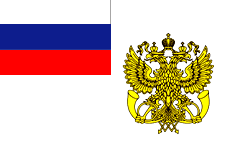
俄羅斯聯邦聯邦郵政局旗幟(ФСПС России), 是俄國國家企業「俄羅斯郵政」的前身之一。

## 商业服务

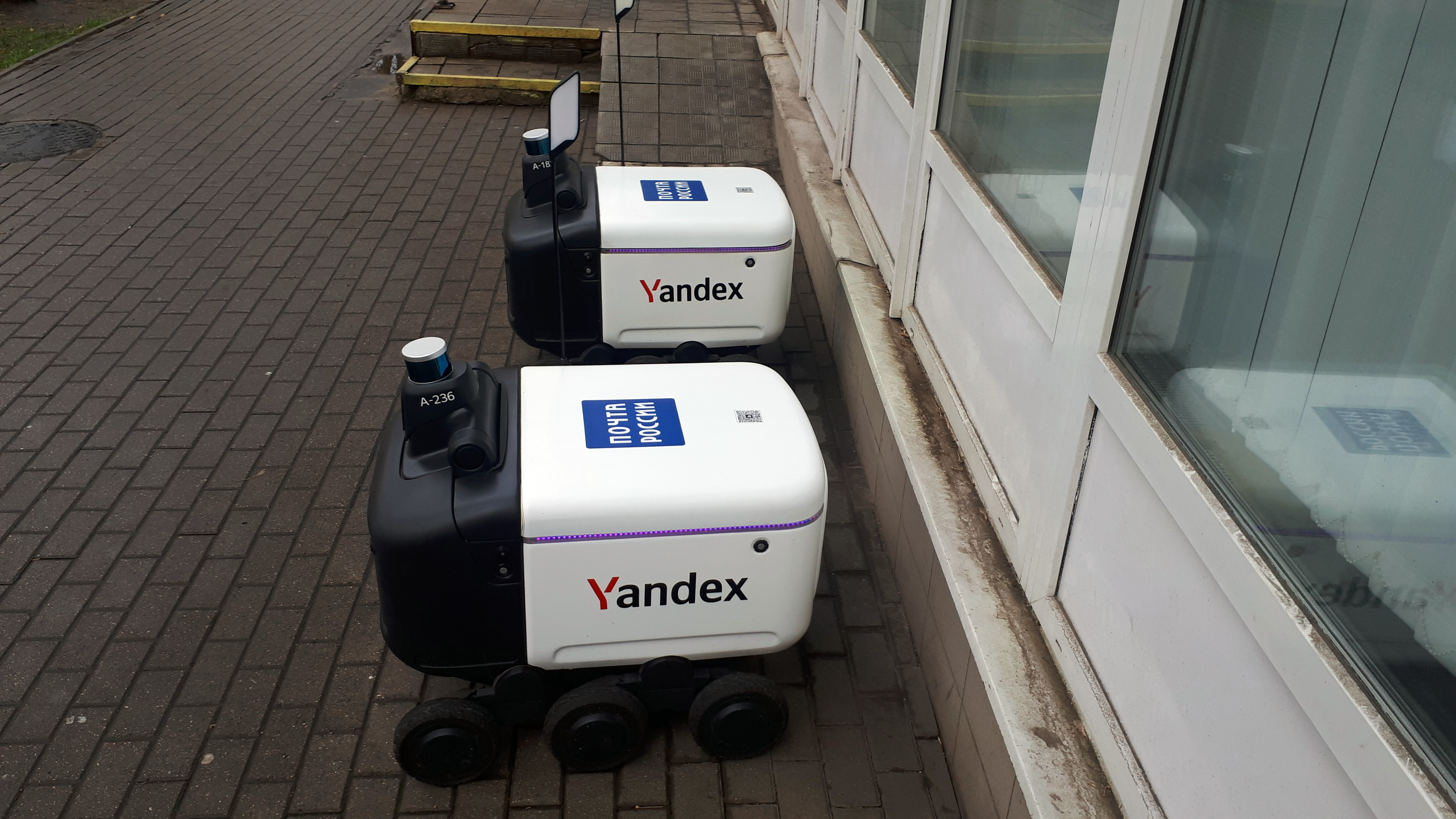
邮件投递机器人

俄罗斯邮政已经建立了一个投递点网络，在那里它接受大量包裹的订单，包括在市场上发出的订单。 该公司还将根据其物流中心为电子商务公司提供履行服务。
自2022以来，俄罗斯邮政在75城市一直为市场卖家提供将货物运送到交易平台仓库的服务。 5月2022，俄罗斯邮政和JSC"俄罗斯铁路"在莫斯科—符拉迪沃斯托克航线上推出了第一批邮件集装箱列车"俄罗斯"。 该服务的重点是邮政物品的运输，以及商业散货。 2022年6月，该公司从零售和在线商店的60分钟开始交付。 它计划为零售商提供其快递员和IT基础设施，商店本身将从事销售。

自9月1，2022以来，Stoloto彩票已停止通过俄罗斯邮政（40千家分支机构）销售。 尽管减少了36％，但Stoloto分发点的数量约为70千。

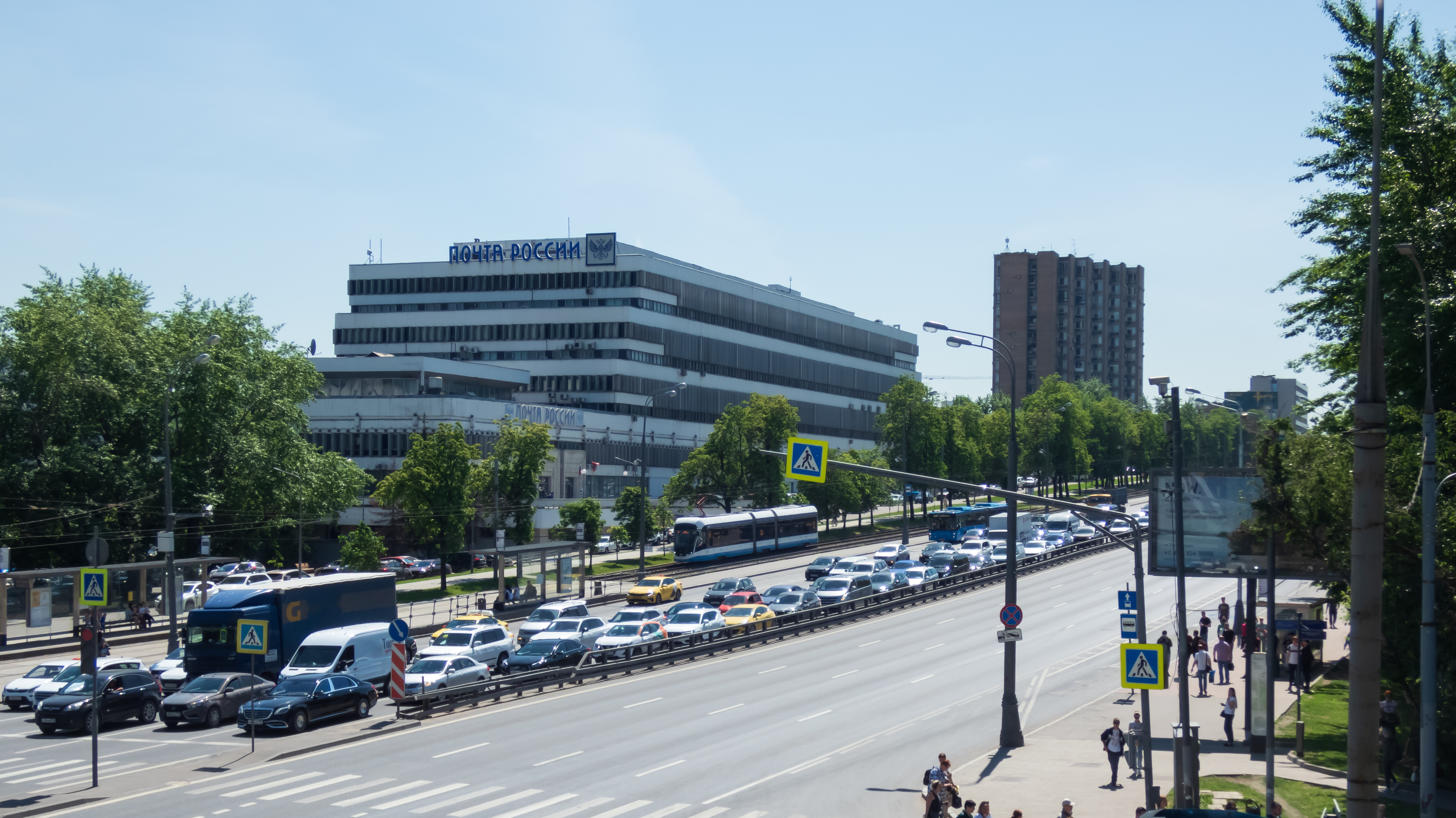
莫斯科俄罗斯邮政的主楼